# Allium hoshabicum
Allium hoshabicum — вид трав'янистих рослин родини амарилісові (Amaryllidaceae), ендемік Туреччини. Етимологія: епітет походить від назви провінції Хошаб, де був зібраний типовий матеріал.

## Опис
Цибулина яйцювата, 10‒14 × 8‒10 мм; зовнішні оболонки чорно-сірі, розділені на смужки, внутрішні — мембранні, білі. Стеблина 7‒14 см заввишки, пурпурова, циліндрична, оголена, прямостійна, проста, вкрита листовими піхвами на 1/2–2/3 її довжини. Листків 2, циліндричні, зелені, трохи шершаві, довжиною 4‒10 см, 0.5‒1.0 мм завширшки. Суцвіття нещільне, майже сферичне, 5‒10(18)-квіткове. Оцвітина дзвінчаста; листочки оцвітини рівні, довжиною 3.5‒4.0 мм, шириною 1.5‒2.0 мм, рожеві, довгасті, округлі на верхівці, середня жилка темно-пурпурово-рожева. Пиляки жовті, яйцювато-еліптичні, округлі на верхівці. Зав'язь 2.0‒2.2 × 1.0‒1.5 мм, зеленувато-жовта, циліндрично-яйцеподібна, гладка. Коробочка триклапанна, зелена, від майже кулястої до зворотно-яйцеподібної, ≈ 3.5 мм.
Час цвітіння: липень і серпень; плодоносить: серпень і вересень.

## Поширення
Ендемік Туреччини.
Населяє сухий степ і луг, на ≈ 2700–2800 м.
Площа поширення Allium hoshabicum менша ніж 10 000 км². Вид відомий з одної місцевості в числі ≈2000 особин. Тому згідно з критеріями МСОП 2012 виду пропонується категорія «Уразливий» (VU). У місці зростання спостерігалися деякі антропогенні чи пасовищні ефекти впливу на вид.